# Sociologisk Institut (Københavns Universitet)
Sociologisk Institut er en del af Københavns Universitet og organisatorisk en del af Det Samfundsvidenskabelige Fakultet. Instituttet er placeret i Center for Sundhed og Samfund som en del af universitets City Campus, og er således beliggende i det tidligere kommunehospital mellem Søerne og Botanisk Have i København.
55°41′17.8548″N 12°34′8.94″Ø / 55.688293000°N 12.5691500°Ø

## Eksterne kilder
- Instituttets websted